# 피에르주

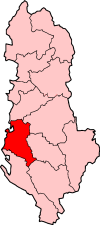
피에르주의 위치

피에르주(알바니아어: Qarku i Fierit)는 알바니아 남서부에 위치한 주로 주도는 피에르이며 면적은 3,278km2, 인구는 278,413명(2022년 1월 1일 기준)이다. 서쪽으로는 아드리아해와 접하고 있고 북쪽으로는 티라나주, 북동쪽으로는 엘바산주, 동쪽으로는 베라트주, 남동쪽으로는 지로카스터르주, 남쪽으로는 블로러주와 접한다. 3개 현(피에르현, 루슈녀현, 말라카스터르현)을 관할한다.

## 인구
| 연도  | 인구    | ±%     |
| ----- | ------- | ------ |
| 1950  | 129,785 | —      |
| 1960  | 177,598 | +36.8% |
| 1969  | 242,394 | +36.5% |
| 1979  | 304,476 | +25.6% |
| 1989  | 379,342 | +24.6% |
| 2001  | 382,544 | +0.8%  |
| 2011  | 310,331 | −18.9% |
| 2023  | 240,377 | −22.5% |
| 출처: |         |        |

## 같이 보기
- 알바니아의 행정 구역